# Phyllophaga omani
Phyllophaga omani är en skalbaggsart som beskrevs av Ivan T. Sanderson 1937. Phyllophaga omani ingår i släktet Phyllophaga och familjen Melolonthidae. Inga underarter finns listade i Catalogue of Life.